# 3876 Quaide
3876 Quaide (1988 kJ) là một tiểu hành tinh vành đai chính được phát hiện ngày 19 tháng 5 năm 1988 bởi E. F. Helin ở Palomar.